# Polis'ke
Polis'ke (in ucraino Поліське?, Polis'ke; in russo Полесское?, Polesskoe) è una città fantasma nella zona di esclusione di Černobyl', parte dell'oblast' di Kiev, Ucraina. Si trova sul fiume Už ed era la città principale del distretto omonimo. Successivamente, però, il comune è stato cancellato dal registro in quanto era completamente spopolato essendo rientrato della zona di alienazione. Attualmente vi vivono circa 20 persone, i cosiddetti samosely ("auto-colonizzatori").

## Geografia
Situata nell'angolo nord-occidentale di oblast' di Kiev, al confine con oblast' di Žytomyr, Polis'ke è il secondo agglomerato più grande della zona di alienazione. La città fa parte della regione naturale paludosa della Polesia e dista 27 km dal confine con la Bielorussia. Attraversata dall'autostrada regionale P02 Ovruč-Kiev (135 km a sud), la città si trova tra Vil'ča, situata a 17 km a nord e Krasjatyči 27 km a sud. Si trova a 41 km da Narodyči, 53 da Ovruč e Ivankiv, 58 da Pryp"jat' e 65 da Černobyl'.

## Storia

### Panoramica

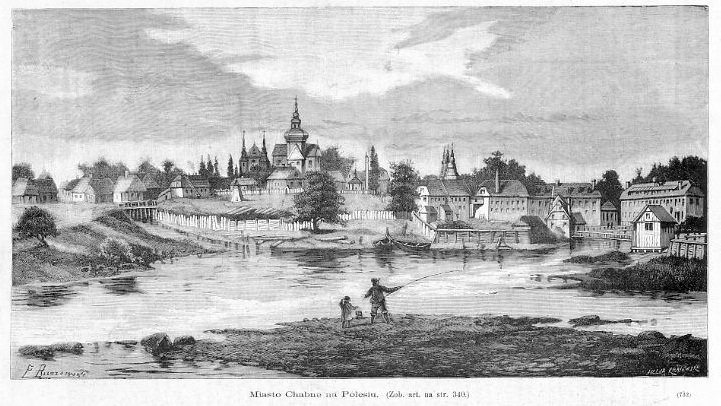
Polis'ke nel 1885

Originariamente chiamata Chabnoe o Chabne (in russo Хабное?, in ucraino Хабне?), venne ribattezzata Kahanovyči Pervye o Kahanovyči Perši (in russo Кагановичи Первые?, in ucraino Кагановичі Перші?) nel 1934, assumendo solamente nel 1957 con il nome attuale.
Fondata nel XV secolo, è stata la casa della famiglia polacca Horwatt dal 1850 al 1918. Nel XIX secolo questa piccola città era nota per la presenza dell'industria tessile. Nel 1890, l'80% della popolazione era ebrea. Nella seconda metà del secolo e all'inizio del XX secolo, era nota una banda di musica klezmer. La città prese tutta la sua architettura principale durante l'Unione Sovietica ed esempi sono il castello dei Radziwiłł, le chiese ortodosse e la chiesa cattolica. Nel 1938, il paese ricevette lo status di città ufficiale. Nel 2005 vi vivevano ancora 1000 persone circa, gran parte di esse anziani.

### Abbandono
A seguito dell'incidente della centrale nucleare di Černobyl', la città entrò nella zona di alienazione, creata dall'esercito dell'URSS dopo il disastro del 26 aprile 1986. L'abbandono da parte della popolazione iniziò subito dopo il disastro, per completarsi nel 1999. Nel 1992 il governo sovietico ricollocò gli abitanti volontari nel paese. L'accesso e l'abitazione del pubblico sono limitati a causa dei rischi radioattivi e consentono il monitoraggio ecologico da parte degli scienziati ambientali. Solo pochi abitanti sono rimasti nella città fantasma.

## Nella cultura di massa
- Nel gioco S.T.A.L.K.E.R.: Shadow of Chernobyl, c'è un luogo chiamato Dead City che sembra trarre ispirazione da Polis'ke.